# معلقات
معلَّقات (به عربی: المُعَلَّقات) از مشهورترین نوشته‌ها و گفتاره‌های عربِ پیش از اسلام در شعر فصیح است. قصایدی بسیار زیبا، پربار و پرمعنا که هر یک از آنها معنی ویژه‌ای دربردارد. گویندگانِ این قصاید به «شعراء المُعَلَّقات السَبع» یعنی اصحاب معلقاتِ سبع معروف هستند. و اصحاب معلقاتِ سبع هفت تن از شاعرانِ روزگار جاهلیت عرب (پیش از مسلمان شدن) بودند، که هر یک قصیده‌ای غرّا سروده‌اند. ماجرای آویختن این اشعار از دیوار کعبه ادعای بی‌دلیلی است، و به دلیل این‌که این ادعا بسیار آهنگین به سرعت مشهور شده‌است. و همین قصاید است که در «السنه» ی اهل علم، به سبعهٔ معلقه و معلقات سبع مشهور است. گویند وجه تسمیهٔ این قصاید به المعلقات از آنجاست که مانند گوهری گران‌بها در گوش و ذهن شنوندهٔ آن معلق می‌شده‌است.
المُعَلَقات نام «هفت قصیده» از شاعران فصیح و بلیغ عرب است که از روی تفاخر بر دروازهٔ کعبه آویخته بودند تا صادر و واردِ هر دیار مشاهده نمایند.
عرب بر آن است که در عهد جاهلیت هفت قصیده از هفت شاعر مقبولِ همگان بود و آن هفت بر جمیع اشعارِ دیگر شاعران رجحان داشت و در حقیقت معرف روح و نشاط حیات عرب بود. از این رو آنها را نوشته و بر خانهٔ کعبه آویختند، و بدین مناسبت آنها را «معلقات سبع» و گاه «سبع طِوال» نامیده‌اند. همچنین بعضی از مورخان به «ده قصیده» نیز اشاره نموده‌اند، و آن را «معلقات عَشر» نامیده‌اند.
گویند: اولین کسی که این قصاید را جمع‌آوری نمود حماد راویه بود، وی بعد از جمع‌آوری قصاید، آن‌ها را «القصائد السّبع الطِّوال» نامید. همچنین گویند: آنها را «المُعَلَقَات» نامید. روایت است که وی گفته این اشعار زیباترین اشعاری است که تاکنون عرب گفته‌است و عرب دوران جاهلیت چنین قصایدی را «المعلقات یاالسموط» می‌نامیده‌اند. ادیبان و نویسندگان عرب برآن‌اند که این قصاید در اصل «دَه قصیده» بوده‌است، ولی بعضی از نویسندگان و کتاب‌ها، گاهی نام قصیده‌ای آورده‌اند، و گاهی نام قصیدهٔ دیگری را رها کرده‌اند، بنابراین در کتب قدیمه از هفت قصیده نام برده شده‌است، چنان‌که «ابن الکلبی» و «ابن عبد ربه» صاحب کتاب عقد الفرید می‌گوید؛ بنابراین در کتب قدیمی از «سبعه معلقات» یاد شده‌است، در این باب نویسندگان در حیرت افتاده‌اند، به این سبب که کسانی گفته‌اند «سبعهٔ معلقات»، و کسانی دیگر نوشته‌اند «عشرة معلقات». (تاریخ الأدب العربی).
این قصاید بارها چاپ شده‌است و شرح‌های بسیار بر آنها نوشته‌اند، و هر قصیده از قصاید معلقات شامل ۸۱ تا ۱۰۰ بیت است.

## معلقات سبع
مشهورترین «معلقات سبع» عبارتند از:
- قفا نبک من ذکری حبیب و منزلِ، «امرؤالقیس بن حُجر الکِندی».
- هل غادر الشعراء من متردمِ، «عنترة بن شداد العبسی».
- أمن أم أوفی دمنة لم تکلم، «زهیر بن أبی سلمی المزنی».
- ألا هبی بصحنک فاصبحینا، «عمرو بن کلثوم التغلبی».
- آذتنا ببینها أسماء، «حارث بن حلزه یشکری».
- عفت الدیار محلها ومقامها، لبید بن أبی ربیعه عامری».
- لخولة أطلال ببرقة ثهمد، «طرفه بن العبد».

## معلقات عشر
أیضاً سه قصیده دیگر به آن‌ها اضافه می‌شود که مجموعاً «معلقات عشره» گفته می‌شود، عبارتند از:
- ودع هریرة إن الرکب مرتحل، «اعشی قیس» (میمون بن قیس).
- أقفر من أهله ملحوب، «عبید بن ابرص».
- یا دارمیة بالعلیاء والسند، «نابغه ذبیانی».